# Legamento parodontale
Il legamento parodontale o periodontale è la struttura che si interpone tra radice del dente ed osso alveolare, permettendo un'elasticità tale da distribuire le forze masticatorie su un'ampia superficie del processo alveolare. Inoltre è responsabile della percezione del rapporto spaziale tra le arcate dentarie durante la masticazione. Fa parte del parodonto.
La larghezza è compresa tra 0,15 e 0,40mm (0,25mm in media) e diminuisce con l'età; risulta più ampio nei denti sottoposti a maggiori pressioni, in corrispondenza del terzo cervicale e del terzo apicale è più largo rispetto al terzo medio, fulcro dei movimenti del dente, assumendo un caratteristico aspetto a clessidra.

## Anatomia

### Componente cellulare
È un tessuto connettivo molle composto da fibre elastiche collageniche orientate diversamente a seconda della zona in cui si trovano, e da diversi tipi cellulari:
- Osteoblasti e cementoblasti, allineati a rivestire rispettivamente la superficie ossea alveolare e il cemento;
- Fibroblasti, che sono la componente cellulare presente in maggior percentuale a causa della componente fibrosa che necessita un continuo turnover, sono infatti disposti parallelamente alla direzione dei fasci di collagene. Sono anche in grado di fagocitare e degradare le fibre collagene, quindi modellano il legamento;
- Cellule mesenchimali indifferenziate, situate prevalentemente nel connettivo perivasale,  in grado di differenziarsi in qualsiasi tipo di cellula parodontale;
- Macrofagi;
- Residui epiteliali della radice o di Malassez, resti della guaina di Hertwig e responsabili della formazione di cisti odontogene;
- Osteoclasti e cementoclasti sono presenti solo durante i fenomeni di riassorbimento.

### Componente non cellulare
La componente acellulare è data da gruppi di fibre collagene I. L'analisi microscopica ha dimostrato come queste fibre originino da una parte dall'osso, e dall'altra dal cemento radicolare, incontrandosi all'interno del legamento parodontale. Le fibre, dette fibre di Sharpey, che originano dall'osso hanno un diametro maggiore, mentre quelle del cemento sono più sottili e più numerose. Sono suddivise in diversi gruppi:
1. Gruppo della cresta alveolare: decorrono dalla giunzione tra smalto e cemento fino ai margini alveolari. L'insieme di queste fibre viene talvolta indicato come legamento circolare del Koelliker;
2. Gruppo orizzontale: fibre che decorrono perpendicolarmente all'asse lungo del dente sotto le fibre della cresta alveolare, connettendo la radice del dente all'osso alveolare;
3. Gruppo obliquo: fibre presenti nel terzo medio vanno dall'alto al basso obliquamente, dall'osso al cemento;
4. Gruppo apicale: fibre che decorrono dall'apice del dente fino alla base dell'alveolo;
5. Gruppo interradicolare: fibre presenti solo tra le radici dei pluriradicolati;

Le fibre sono immerse nella sostanza fondamentale, composta da glicosaminoglicani, glicoproteine e, al 70%, di acqua.

### Vascolarizzazione
La vascolarizzazione è assicurata dalle arterie alveolari inferiori e superiori; queste si dividono a loro volta in arterie sovraperiostiali e del legamento.

### Innervazione
L'innervazione è portata da fibre ortosimpatiche che decorrono in vicinanza dei vasi e fibre mieliniche sensitive del nervo trigemino che sfioccano in fibre libere, ovvero i recettori del legamento.

## Funzione
- Assicura il dente ai tessuti contigui.
- Protegge i tessuti circostanti da eccessive sollecitazioni occlusali, trasformando (grazie alle fibre perforanti) le forze compressive in forze di tensione sull'osso alveolare, che tra l'altro stimolano il metabolismo osseo.
- Assicura una funzione antirotazionale.
- Agisce da ammortizzatore.
- Mediante numerosi propriocettori garantisce l'adeguamento occlusale all'entità dei carichi masticatori regolando per via riflessa i movimenti della mandibola tramite il nervo trigemino.

A livello del colletto il legamento parodontale assume una forma circolare, formando così un anello o sigillo (sigillo dento-gengivale) che in condizioni ottimali e fisiologiche impedisce il passaggio sotto gengiva di saliva, cibo e liquidi, ma soprattutto di batteri e residuati della masticazione.

## Patologia
Per varie cause, quando il legamento si danneggia, viene a mancare il sigillo e si instaura la malattia parodontale. La perdita di osso e di legamento in senso verticale e/o orizzontale, provocano gengivite, deperimento della gengiva aderente, recessione gengivale e ossea, mobilità dentaria e, se non rimosse le cause, perdita degli elementi dentari.